# Frankliniella salviae
Frankliniella salviae är en insektsart som beskrevs av Dudley Moulton 1948. Frankliniella salviae ingår i släktet Frankliniella och familjen smaltripsar. Inga underarter finns listade i Catalogue of Life.